# Il forestiero
Il forestiero è il nono album in studio di Adriano Celentano, pubblicato nel 1970.

## Storia
Nel 1970 Celentano incise due 45 giri: con il primo, Chi non lavora non fa l'amore, vince il Festival di Sanremo, tra molte polemiche e accuse di qualunquismo, mentre con il secondo, Viola, entra in classifica in estate.
In teoria per l'autunno è prevista la pubblicazione dell'album Er più - Storia d'amore e di coltello, legato ad un film girato da Sergio Corbucci in cui recita il cantante. Poiché l'uscita del film viene rimandata, si decide di spostare anche quella del disco. Celentano allora pubblica a dicembre un album costituito in gran parte da canzoni natalizie, in cui non trovano spazio i precedenti 45 giri.
L'unico brano che verrà stampato su 45 giri è la title track (uscirà come lato B di Sotto le lenzuola), brano che su una musica scritta da Gino Santercole, racconta l'incontro di Gesù con la samaritana. Questo brano è stato riproposto dal vivo in poche occasioni. La prima il 27 settembre 1995, nel concerto tenuto da Celentano per gli ammalati in viaggio per Lourdes, su invito di Mogol e Gianni Morandi a nome della Nazionale Cantanti. La seconda volta il 14 febbraio 2012 durante la prima serata del Festival di Sanremo, accompagnato dall'orchestra. L'ultima riproposizione è avvenuta il 5 dicembre 2019 durante il suo spettacolo televisivo Adrian Live - Questa è la storia....
Tra i brani non natalizi del disco vi sono la cover di Addormentarmi così, canzone cantata da Lidia Martorana nel 1948 e Stivali e colbacco, al cui testo collabora Fiorenzo Batacchi, cantante di un certo successo nei primi anni sessanta.

## Copertina
La caratteristica "natalizia" del disco è anche rappresentata dalla copertina, in cui Celentano con un sacco in spalla (in stile Babbo Natale) augura buone feste ai fan. Gli arrangiamenti delle canzoni sono curati da Nando de Luca. Il disco è corredato graficamente da alcuni disegni raffiguranti scene del presepe.

## Tracce
1. Il forestiero (testo di Luciano Beretta e Miki Del Prete; musica di Gino Santercole e Nando de Luca)
2. Cosa fai questa sera (testo di Mogol; musica di Nando de Luca)
3. Addormentarmi così (testo di Biri; musica di Vittorio Mascheroni)
4. Stivali e colbacco (testo di Miki Del Prete e Fiorenzo Batacchi; musica di Eros Sciorilli e Butrowsky)
5. Brutta (testo di Luciano Beretta e Miki Del Prete; musica di Gino Santercole e Nando de Luca)
6. Tu scendi dalle stelle (testo e musica di Sant'Alfonso Maria de' Liguori)
7. Bianco Natale (testo italiano di Filibello; testo e musica di Irving Berlin)
8. Santa notte (testo e musica di A. Cavalieri)
9. Natale '70 (cantata da Claudia Mori; testo di Luciano Beretta e Miki Del Prete; musica di Giuseppe Verdecchia e Nando de Luca)
10. Jingle bells (testo italiano di Specchia; musica di James Lord Pierpont)
11. Bambini miei (bonus track, ristampa su CD)